# 東京石
東京石（とうきょうせき、tokyoite）は、含水バナジン酸塩鉱物の一種。化学組成は Ba2Mn3+(VO4)2(OH)、結晶系は単斜晶系。ブラッケブッシュ石（brackebuschite）グループの鉱物の一つであり、東京石のバリウムが鉛に置換するとブラッケブッシュ石に、マンガンが三価鉄に置換するとガマガラ石となる。

## 産出地
原産地は東京都奥多摩町白丸鉱山である。後に鹿児島県の大和鉱山でも発見された。イタリアとドイツにも産する。

## 性質・特徴
東京石は、濃い赤黒色をしており、マンガン鉱石の茶色と混じって見えにくいことが多い。
白丸鉱山の東京石は小さく、肉眼では見えにくい。大和鉱山で発見された東京石は大きく、肉眼でも容易に識別できる。

## サイド・ストーリー
東京石の名前の由来は、この鉱物が発見された東京都に因む。松原聰らにより上記のガマガラ石のマンガン置換体として報告され、2003年に承認された。
旧・白丸鉱山は、数年に一度の放水以外はダムに沈んでいる産地であり、前回の放水時（1998年）には多摩石が発見されていた。マンガン鉱山である白丸鉱山では、バリウムを含む重土十字沸石なども発見されているが、バナジウムを含む鉱物は初の発見である。